# 9-я пехотная бригада СС «Италия»
9-я пехотная бригада войск СС «Италия» (нем. Waffen-Grenadier-Brigade der SS (italienische Nr. 1)) — тактическое соединение войск СС нацистской Германии, состоявшее из итальянских добровольцев. Сражалась в Италии против наступающих англо-американских войск. В марте 1945 года была переименована в 29-ю пехотную дивизию войск СС.

## История
Сразу после мятежа Бадольо на территории Италии была создана «Ваффен Милиц» из тринадцати батальонов, общей численностью 8 585 человек. Из состава трёх первых батальонов был создан милицейский полк «Де Мария». Этот полк участвовал в антипартизанских операциях с дивизией СС «Принц Ойген» и позже стал основой для Итальянского легиона СС. Кроме этого, независимо от полка был создан батальон «Бенито Муссолини», 9 сентября 1943 г. этот батальон был переименован в 1-й добровольческий батальон СС «Бенито Муссолини». В ноябре 1943 г. на базе этих частей и новых добровольцев был создан Итальянский легион СС. Обучение новобранцев легиона происходило в учебном лагере Мюнзинген, а уже сформированные части вместе с немецким организационным штабом были отправлены в Пинероло. Кроме этого несколько подразделений легиона были переброшены в район города Турин, где вошли в боевую группу, действовавшую в Лекко и у озера Комо. Затем эти подразделения участвовали в антипартизанских операциях в районе Пьемонта и позже в составе боевой группы штандартенфюрера СС Густава Ломбарда в районе Винадио. 9 февраля 1944 г. высший руководитель СС и полиции в Италии обергруппенфюрер СС и генерал войск СС Карл Вольф своим приказом переформировал легион в бригаду. Бригада состояла из двух пехотных полков, артиллерийского полка и различных вспомогательных частей.
В апреле 1944 г. из состава бригады были взяты два наиболее боеспособных батальона — 2-й батальон 81-го полка, носивший название «Вендетта» (бывший батальон «Бенито Муссолини»), и фузилёрный батальон «Дебица», созданный из ветеранов Итальянского экспедиционного корпуса в России. Оба батальона были отправлены на фронт против наступающих англо-американцев. В течение двух месяцев итальянские батальоны сражались на фронте в районе Анцио — Неттуно. В начале мая оба батальона заслужили хвалебный отзыв Гиммлера, но их потери были ужасны, батальон «Вендетта» из 600 человек только убитыми потерял 340 человек. В июне остатки батальонов были соединены с остальной частью бригады, находившейся в районе Пьемонта. В это время некоторые части бригады привлекались к локальным антипартизанским операциям в Пинероло и Ареццо.
В июле 1944 г. части бригады были сосредоточены в Сузе. 7 августа итальянская бригада была переименована в пехотную бригаду войск СС (итальянскую № 1), а всем её частям был присвоен № 59. В продолжение августа подразделения бригады сражались с партизанами в Фенестрелле. В сентябре они уже сражались в долине Ланцо, а в следующем месяце — неподалеку от Вальсасина. Вскоре состав бригады был разделён на три боевые группы — «Целебрано», «Дегли Одди» и «Бинц». Первая сражалась в Ломбардии, вторая в районе Неттуно и третья против американцев у Нуребене. За всю историю существования итальянской части войск СС она всегда действовала разобщённо и никогда не привлекалась к выполнению задач всем своим составом. В марте 1945 г. итальянская бригада была переименована в 29-ю пехотную дивизию войск СС.

## Местонахождение
- с февраля 1944 по март 1945 (Италия)

## Командиры
- бригадефюрер СС и генерал-майор войск СС Петер Хансен (7 сентября — 9 октября 1944)
- оберфюрер СС Густав Ломбард (9 октября — 28 ноября 1944)
- штандартенфюрер СС Константин фон Хельдман (28 ноября 1944 — 10 февраля 1945)

## Состав
- 81-й пехотный полк войск СС (1-й итальянский) (нем. Waffen-Grenadier-Regiment der SS 81 (italienische Nr. 1))
- 82-й пехотный полк войск СС (2-й итальянский) (нем. Waffen-Grenadier-Regiment der SS 82 (italienische Nr. 2))
- 59-й артиллерийский полк войск СС (нем. Waffen-Artillerie-Regiment der SS 59)
- 59-й фузилёрный батальон войск СС «Вендетта» (нем. Waffen-Füsilier-Bataillon der SS 59 «Vendetta»)
- 59-й противотанковый дивизион войск СС (нем. Waffen-Panzerjäger-Abteilung der SS 59)
- 59-я сапёрная рота войск СС (нем. Waffen-Pionier-Kompanie der SS 59)
- 59-я рота связи войск СС (нем. Waffen-Nachrichten-Kompanie der SS 59)
- 59-я ветеринарная рота войск СС (нем. Waffen-Veterinär-Kompanie der SS 59)
- 59-й отряд снабжения войск СС (нем. Waffen-Versorgungs-Truppen der SS 59)
- 59-й полевой запасной батальон войск СС (нем. Waffen-Feldersatz-Bataillon der SS 59)